# Cilveti
Cilveti (en euskera y oficialmente Zilbeti) es una localidad española y un concejo de la Comunidad Foral de Navarra perteneciente al municipio de Erro. Está situado en la Merindad de Sangüesa, en la Comarca de Auñamendi. Su población en 2014 fue de 62 habitantes (INE).

## Topónimo
Se desconoce el significado del topónimo. Caro Baroja opina que la primera parte del nombre es zil- ‘agujero’ (variante del más común zul-o). En documentación antigua aparece como Cilbeti (1187, NEN), Cilueti (1212, 1238, NEN), Cilveti (1280, NEN), Çilueti (1189, 1203, 1218, NEN) y Çillueti (1366, NEN).
Aparece mencionado como «Cilveti» en la novela El hereje de Miguel Delibes.